# РУОР (Мінськ)
Республіканське училище олімпійського резерву або просто РУОР (біл. РВАР) — професіональний білоруський футбольний клуб з міста Мінськ.

## Хронологія назв
- 1995: МПКЦ-2 (Мозир)
- 1996: МПКЦ-2 (Мінськ)
- 1996—1997: МПКЦ-96 (Мінськ)
- 1997—2004: РУОР (Мінськ)

## Історія
Заснований в 1994 році як старша команда при Республіканському училищі олімпійського резерву (Мінськ). Домашній стадіон — ОСК «Стайки». У 1995 році дебютував на професіональному рівні в другій лізі Білорусі. У 1995-1997 роках був афілійований з клубом МПКЦ (Мозир), виступав під назвами МПКЦ-2 і МПКЦ-96. Через це, незважаючи на високі результати, не зміг підвищитися в перший дивізіон за спортивним принципом, так як був фарм-клубом. У 1998 році партнерство з МПКЦ було припинено й команда повернулася своєї історичної назви, РУОР (Мінськ). До 2003 року продовжував виступати у другій лізі. Доросла команда припинила своє існування в 2004 році, проте на юніорському рівні клуб продовжує існувати.

## Досягнення
- Третя ліга/Друга ліга (група «А»)
  -  Чемпіон (1): 1995
  -  Бронзовий призер (3): 1996, 1997, 1999

## Статистика виступів

### Чемпіонат і Кубок Білорусі
| Мезон | Ліга            | М  | Іг | В  | Н  | П  | Голм  | Очки | Кубок Білорусі | Примітки        |
| ----- | --------------- | -- | -- | -- | -- | -- | ----- | ---- | -------------- | --------------- |
| 1995  | Третя — А (Д3)  | 1  | 10 | 7  | 2  | 1  | 24–6  | 23   |                |                 |
| 1996  | Третя — А (Д3)1 | 3  | 28 | 21 | 5  | 2  | 73–19 | 68   |                |                 |
| 1997  | Третя — А (Д3)  | 3  | 26 | 16 | 5  | 5  | 57–22 | 53   |                |                 |
| 1998  | Друга — А (Д3)  | 5  | 26 | 14 | 6  | 6  | 31–17 | 48   |                | Зміна назви ліг |
| 1999  | Друга — А (Д3)  | 3  | 24 | 13 | 5  | 6  | 40–22 | 44   |                |                 |
| 2000  | Друга — А (Д3)  | 9  | 22 | 8  | 4  | 10 | 31–32 | 28   |                |                 |
| 2001  | Друга (Д3)      | 4  | 34 | 19 | 7  | 8  | 65–29 | 64   | 1/32 фіналу    |                 |
| 2002  | Друга (Д3)      | 10 | 24 | 5  | 10 | 9  | 24–34 | 25   |                |                 |
| 2003  | Друга (Д3)      | 4  | 28 | 13 | 9  | 6  | 49–24 | 48   |                |                 |

- 1 Оскільки МПКЦ-2 був фарм-клубом, він мав право виступати тільки в Третій лізі.

## Відомі гравці
До списку потрапили гравці, які мають досвід виступів у складі національної збірної Білорусі
- Артем Кінцевий
- Леонід Ковель
- Дмитро Ленцевич
- Юрій Жевнов
- Олександр Мартинович
- Віталій Кутузов
- Антон Путило

## Відомі тренери
- Юрій Пташник (1995—2003)